# Вернер Гаппе
Вернер Гаппе (нім. Werner Happe; 23 вересня 1915, Альфельд — 6 травня 1943, мис Фарвель) — німецький офіцер-підводник, оберлейтенант-цур-зее крігсмаріне.

## Біографія
3 квітня 1936 року вступив на флот. З 16 листопада 1942 року — командир підводного човна U-192. 13 квітня 1943 року вийшов у свій перший і останній похід. 6 травня U-192 був потоплений в Північній Атлантиці південніше мису Фарвель (53°06′ пн. ш. 45°02′ зх. д.) глибинними бомбами британського корвета «Лузестрайф». Всі 55 членів екіпажу загинули.

## Звання
- Кандидат в офіцери (3 квітня 1936)
- Морський кадет (10 вересня 1936)
- Фенріх-цур-зее (1 травня 1937)
- Лейтенант-цур-зее (1 жовтня 1938)
- Оберлейтенант-цур-зее (1 жовтня 1940)